# Boom (film, 1968)
Pour les articles homonymes, voir Boom.
Pour plus de détails, voir Fiche technique et Distribution.
Boom ou Boom! est un film britannique réalisé par Joseph Losey, sorti en 1968.

## Synopsis
Sur une île volcanique de Sardaigne en mer Méditerranée dont elle est propriétaire, Flora Goforth, une jeune femme milliardaire excentrique, six fois divorcée, vit dans sa maisonnée, entourée de personnes qu'elle dirige comme des sujets. Sur elle veille un étrange garde du corps, le nain Rudi. Depuis qu'elle sait sa mort prochaine, Flora passe le plus clair de son temps à dicter ses mémoires à sa secrétaire, jusqu'au jour où elle reçoit la visite d'un être étrange. Chris Flanders, qui se dit poète et un peu gigolo, accepte son hospitalité. Elle ne tarde pas à découvrir qu'il est en fait l'ange de la mort.

## Fiche technique
- Titre : Boom
- Réalisation : Joseph Losey
- Scénario : Tennessee Williams, d'après son propre récit Ceremonia Man, Bring This Up the Road et sa propre pièce The Milk Train Doesn't Stop Here Anymore
- Production : John Heyman, Lester Persky et Norman Priggen
- Société de production : Universal Pictures, World Film Services, John Heyman Productions et Moon Lake
- Musique : John Barry
- Images : Douglas Slocombe
- Montage : Reginald Beck
- Décors : Richard MacDonald
- Costumes : Tiziani, Douglas Hayward et Valentino pour Elizabeth Taylor
- Pays :  Royaume-Uni
- Durée : 113 minutes
- Genre : Drame
- Format : Couleurs (Technicolor) - Son : Mono
- Date de sortie : 
  -  États-Unis : 26 mai 1968
  -  France : 21 juin 1968[1]
  -  Royaume-Uni : octobre 1968[2]
- Affiche : Raymond Elseviers (Belgique)

## Distribution
- Elizabeth Taylor  (VF : Paule Emanuele) : Flora 'Sissy' Goforth
- Richard Burton  (VF : Jean-Claude Michel) : Chris Flanders
- Noel Coward  (VF : Gérard Férat) : Le sorcier de Capri
- Joanna Shimkus : Miss Black
- Michael Dunn : Rudi
- Romolo Valli (VF : Michel Gudin) : Docteur Luilo
- Fernando Piazza : Etti
- Veronica Wells : Simonetta
- Howard Taylor (VF : Claude Bertrand) : Le journaliste